# Столичний округ Венесуели
Столичний округ (ісп. Distrito Capital) — територіальна одиниця Венесуели, що включає столицю країни — місто Каракас.
Утворений в 1999. Площа - 433 км². Населення - 1 943 901 особа (2011).